# Pelle Ödman
Nils Petrus (Pelle) Ödman (født 12. august 1838 i Åmål, død 26. september 1911 i Stockholm) var en svensk humoristisk forfatter og digter.
Ödman blev student i Uppsala i 1856, Dr. phil. i 1860, lektor i Härnösand og i 1877 rektor i Gävle. Som medlem af Namnlösa Sällskapet udgav han sin mest yndede humoreske Min första kondition, men på grund af kritikken holdt han op med at skrive, og først i 1870'erne genoptog han sit forfatterskab i korrespondanceartikler til Göteborgs-Posten og udgav senere en del yndede humoresker og minder, som udkom samlet i 1890: Valda skrifter, 1—4. Blandt hans satiriske digte er Kammarjunkaren og Souper hans mest yndede.